# Stenygra conspicua
Stenygra conspicua är en skalbaggsart som först beskrevs av Perty 1832.  Stenygra conspicua ingår i släktet Stenygra och familjen långhorningar.
Artens utbredningsområde är Paraguay. Inga underarter finns listade i Catalogue of Life.